# 朱誠汾
朱誠汾（15世纪—1490年代），明朝郃阳国镇国将军，郃阳惠恭王朱公镗的庶次子。
天顺元年（1457年）九月赐名。成化七年（1471年），其父朱公镗去世。朱誠汾的兄长朱诚泓袭封。弘治七年（1494年），朱诚泓去世，没有存活的子孙。朱誠汾请求袭封。命令还没有下达，朱誠汾也去世。他的長子輔國將軍朱秉橘请求袭封。明孝宗不许，命朱誠汾的三弟朱誠澮袭封。
后来朱誠澮及其嫡长子朱秉檄都未受册命就先去世，郃阳国也因为兄终弟及属于一时特恩不合朝廷制度而被除封。朱秉橘受命以辅国将军本职奉祀郃阳王府。朱誠汾没有被追封为郃阳王。